# Тетерино (Суздальский район)
Тетерино — село в Суздальском районе Владимирской области России, входит в состав Селецкого сельского поселения.

## География
Село расположено в 18 км на север от райцентра города Суздаль.

## История
До второй половины XVIII столетия Тетерино было деревней с ближайшею деревнею Никольскою, принадлежала приходом к селу Лопатницам. Дальность расстояния и неудобство сообщения с приходскою церковью во время половодья побудили жителей деревень Тетериной и Никольской построить свою церковь и основать свой приход. В 1767 году 20 марта крестьяне означенных деревень обратились с прошением к преосвященству Геннадию, епископу Суздальскому и Владимирскому, о дозволении им построить свою церковь в Тетерине. По этому прошению в том же 1767 году дана была благословенная грамота на построение церкви. Первый храм был выстроен деревянный, во имя святого и чудотворного Николая. Первоначальный причт составляли священник Стефан Федоров, дьячок Алексей Алексеев и пономарь Лука Алексеев. Деревянная церковь в Тетерине существовала до 1813 года. В 1811 году положено было основание каменной, пятиглавой церкви на средства владельца села, тайного советника Меркулова. Первоначально был построен тёплый придел с престолом в честь святых апостолов Петра и Павла; освящен сей престол в 1813 году. Настоящая холодная церковь с престолом в честь святого и чудотворного Николая окончена строением в 1821 году. В этой холодной церкви в 1851 году по распоряжению господина Меркулова прибит медный лист, на котором о происхождении церкви в Тетерине вычеканено: «Первая церковь в селе Тетерине построена была деревянная в честь Святителя и Чудотворца Николая в царствование Императрицы Екатерины II, при Геннадии, епископе Суздальском и Юрьевском, по указу Суздальской Духовной Консистории от 19 ноября 1767 года за № 1792». В 1896 году приход: село и деревня Никольская; дворов 79, душ мужского пола 283, а женского — 288.
В конце XIX — начале XX века село входило в состав Торчинской волости Суздальского уезда.
С 1929 года село входило в состав Торчинского сельсовета Тейковского района Ивановской Промышленной области, с 1935 года — Суздальского района.

## Население
| 1859 |
| ---- |
| 591  |

| 1859 | 1905 | 1926 | 2002 | 2010 | 2021 |
| ---- | ---- | ---- | ---- | ---- | ---- |
| 591  | ↘446 | ↗600 | ↘56  | ↘35  | →35  |

## Достопримечательности
В селе находятся недействующая Церковь Николая Чудотворца (1899).